# Park Sung-hoon
Park Sung-hoon (hangul: 박성훈; hanja: 朴成勳; rr: Park Sung-hoon; MR: Park Sung-hoon; Gwacheon, Gyeonggi, 18 de fevereiro de 1985) Ele começou sua carreira na atuação com uma pequena aparição no filme A Frozen Flower lança em 2008. Ele ficou conhecido pela sua atuação através das peças Rooftop Room Cat, The History Boys e Model Students. Park começou a atrair atenção a partir de papéis como coadjuvantes nas séries Three Days (2014), Six Flying Dragons (2015–2016) e Don't Dare to Dream (2016), da SBS. Park ganhou ainda mais popularidade por meio do filme Gonjiam: Haunted Asylum (2018) e My Only One (2018–2019), da KBS 2TV. Ele assumiu o  seu primeiro papel principal na série de drama Memorials, da KBS2, que passava na televisão de quarta a quinta-feira. Ele ficou mais conhecido nos últimos anos por interpretar papéis de vilão nos dramas The Glory (2022–2023) e Queen of Tears (2024). E ele também participou da segunda e terceira temporada de Round 6 (2024-2025), interpretando uma mulher trans. 

## Vida Pessoal
Em março de 2017, a agência confirmou que Park e Ryu Hyun-kyung estavam namorando. Em 5 de agosto de 2022, o casal anunciou a separação após 6 anos de namoro.

## Discografia

### Aparições em trilhas sonoras
| Título                                                                                    | Ano  | Melhores posições nas paradas | Álbum                |
| Título                                                                                    | Ano  | COR                           | Álbum                |
| ----------------------------------------------------------------------------------------- | ---- | ----------------------------- | -------------------- |
| "Our Memories in Summer" (우리의 여름처럼) (Com Nana)                                     | 2020 | —                             | Memorials soundtrack |
| "—" denota lançamentos que não entraram nas paradas ou não foram lançados naquela região. |      |                               |                      |

## Filmografia

### Filmes
| Ano  | Título                          | Papel          | Notas                | Ref.         |
| ---- | ------------------------------- | -------------- | -------------------- | ------------ |
| 2008 | A Frozen Flower                 |                | Papel menor          | [ 6 ]        |
| 2009 | Jeon Woo-chi: The Taoist Wizard |                | Papel menor          | [ 7 ]        |
| 2018 | Gonjiam: Haunted Asylum         | Seong- hun     |                      |              |
| 2018 | High Society                    | Jason          |                      |              |
| 2019 | Kim Bok- dong                   | Narrador       | Versão sem barreiras | [ 8 ]        |
| 2019 | Forbidden Dream                 | Lee Hyang      |                      |              |
| 2023 | Hail to Hell                    | Han Myeong- ho | Estreia no 27º BIFF  | [ 9 ] [ 10 ] |
| ASA  | Tropical Night                  | Man-su         |                      | [ 11 ]       |

### Séries de televisão
| Ano  | Título                                                       | Papel                       | Notas                 | Ref.          |
| ---- | ------------------------------------------------------------ | --------------------------- | --------------------- | ------------- |
| 2011 | Bachelor's Vegetable Store                                   | Amigo de Lee Seul-woo       | Papéis menores        |               |
| 2012 | Moon Embracing the Sun                                       | Uiyoggwada                  | Papéis menores        | [ 12 ]        |
| 2012 | Big                                                          | Amigo Chungsik 1            | Papéis menores        | [ 12 ]        |
| 2013 | You Are the Boss!                                            | Yoo Deok-hwa                |                       | [ 13 ]        |
| 2014 | Three Days                                                   | Lee Dong- sung              |                       |               |
| 2015 | Six Flying Dragons                                           | Gil Yoo                     |                       |               |
| 2016 | Don't Dare to Dream                                          | Secretário Cha              |                       | [ 14 ]        |
| 2017 | Distorted                                                    | Na Sung- shik               |                       |               |
| 2017 | Black Knight: The Man Who Guards Me                          | Park Gon                    |                       |               |
| 2017 | Mad Dog                                                      | Ko Jin-chul                 | Participação especial |               |
| 2018 | Rich Man                                                     | Cha Do-jin                  |                       | [ 15 ]        |
| 2018 | KBS Drama Special: "Review Notebook of My Embarrassing Days" | Na Pil- seung               |                       | [ 16 ]        |
| 2018 | My Only One                                                  | Jang Go-rae                 |                       | [ 17 ]        |
| 2019 | Justice                                                      | Tak Soo-ho                  |                       | [ 18 ]        |
| 2019 | Psychopath Diary                                             | Seo In-woo                  |                       |               |
| 2020 | Memorials                                                    | Seo Gong- myung             |                       |               |
| 2021 | Joseon Exorcist                                              | Príncipe Yangnyeong         |                       |               |
| 2021 | KBS Drama Special: "My Daughter                              | Ko Tae- hoon                | drama de um ato       | [ 19 ] [ 20 ] |
| 2022 | KBS Drama Special: "The Distributors"                        | Do Yu-bin                   | Filme de televisão    | [ 21 ]        |
| 2023 | Not Others                                                   | Eun Jae- won                |                       | [ 22 ] [ 23 ] |
| 2023 | The Kidnapping Day                                           | Park Sang-yoon              |                       | [ 24 ]        |
| 2024 | Queen of Tears                                               | Yoon Eun- sung / David Yoon |                       | [ 25 ] [ 26 ] |

### Web séries
| Ano       | Título       | Papel                      | Notas                 | Ref.          |
| --------- | ------------ | -------------------------- | --------------------- | ------------- |
| 2021      | Dramaworld 2 | Paródia do Jardim Secreto  | Cameo                 |               |
| 2022-2023 | The Glory    | Jeon Jae- joon             | Parte 1 - 2           | [ 27 ] [ 28 ] |
| 2024      | A Herdeira   | Yang Jae- seok             | Participação especial | [ 29 ] [ 30 ] |
| 2024      | Squid Game   | Cho Hyun-ju (Jogadora 120) | Temporada 2 - 3       | [ 31 ]        |

## Ligações Externas
- Commons